# Мирзоев, Теймур Ибрагим оглы
Теймур Ибрагим оглы Мирзоев (азерб. Teymur İbrahim oğlu Mirzəyev, 1936 — 27 сентября 2021) — советский, азербайджанский музыкант, музыкальный педагог, художественный руководитель эстрадно-симфонического квартета «Гая» (1961—2001). Народный артист Азербайджана (1993). Лауреат конкурса вокалистов в Москве (1966).

## Биография
Теймур Ибрагим оглы Мирзоев родился в 1933 году в Агдаме. Его мать, Белла Ильинична, была еврейкой по происхождению. Брат — Тофик Мирзоев также был музыкантом и актёром.
Теймур завершил обучение на факультете хорового дирижирования Азербайджанской государственной консерватории. В 1961 году стал создателем, художественным руководителем и солистом государственного ансамбля "Гая". Лауреат всесоюзных и международных конкурсов, ансамбль был одним из признанных коллективов на пространстве СССР и во многих зарубежных странах. Этот коллектив в 1966 году был удостоен звания лауреата Всесоюзного конкурса эстрадных исполнителей в Москве (I место). Исполнял песни на азербайджанском, испанском, польском, русском и английском языках.
Мирзоев являлся одним из ценнейших музыкантов Азербайджана, обогативших современное музыкальное искусство, национальную исполнительскую школу и продолживший её традиции. Выступления ансамбля "Гая" в самых престижных концертных залах мира смогли познакомить широкую публику с исполнительским творчеством азербайджанских авторов.
Вместе с коллективом артист сумел передать национальную культуру Азербайджана представителям отдельных народов, умело представив в различных странах мира — Германии, Австрии, США, Турции, Индии, Африканских странах, Чехословакии, Израиле, Канаде, Грузии, Украине и других.
Традиции классической эстрадной, джазовой исполнительской школы Мирзоев старался и передавал молодым исполнителем, был педагогом для новых членов ансамбля. Исполняя в новом стиле произведения азербайджанских, русских, западноевропейских композиторов и народные песни разных стран, он быстро стал популярен у слушителя.
Теймур Мирзоев в 1998 году покинул Азербайджан и переехал на постоянное место жительство в Арад, в Израиль. После его отъезда и ансамбль "Гая" перестал существовать.
В ноябре 2011 года на праздновании 50-летия квартета «Гая», когда концерт состоялся во Дворце имени Гейдара Алиева, Теймур Мирзоев принял участие в мероприятиях и в последний раз в своей жизни посетил Азербайджан.
Скончался 27 сентября 2021 года в Израиле.

## Награды
- Народный артист Азербайджанской Республики — 1993,
- Заслуженный артист Азербайджанской ССР — 1978,
- лауреат Всесоюзного конкурса эстрадных исполнителей в Москве — 1966.